# Martial Mbandjock
Martial Mbandjock (* 14. Oktober 1985 in Roubaix) ist ein ehemaliger französischer Sprinter.
2007 kam er bei den Weltmeisterschaften in Osaka über 100 Meter ins Viertelfinale. Über dieselbe Distanz wurde er im Jahr darauf Französischer Meister und gelangte bei den Olympischen Spielen in Peking ins Halbfinale.
2009 wurde er über 200 Meter nationaler Meister und erreichte bei den Weltmeisterschaften in Berlin das Halbfinale. Über 100 Meter gewann er Gold bei den Mittelmeerspielen in Pescara.
2010 gewann er bei den Europameisterschaften in Barcelona sowohl über 100 wie auch über 200 Meter die Bronzemedaille und errang mit dem französischen Team in der Besetzung Jimmy Vicaut, Christophe Lemaitre, Pierre-Alexis Pessonneaux und Mbandjock Gold in der 4-mal-100-Meter-Staffel.
Martial Mbandjock ist 1,87 m groß und wiegt 84 kg. Er startet für den Verein Lagardère Paris Racing.

## Persönliche Bestzeiten
- 50 m (Halle): 5,81 s, 16. Februar 2008, Bordeaux
- 60 m (Halle): 6,65 s, 8. Februar 2008, Eaubonne
- 100 m: 10,06 s, 25. Juli 2008, Albi
- 200 m: 20,38 s, 25. Juni 2010, Tomblaine